# Polyvalente werkplaats Melle

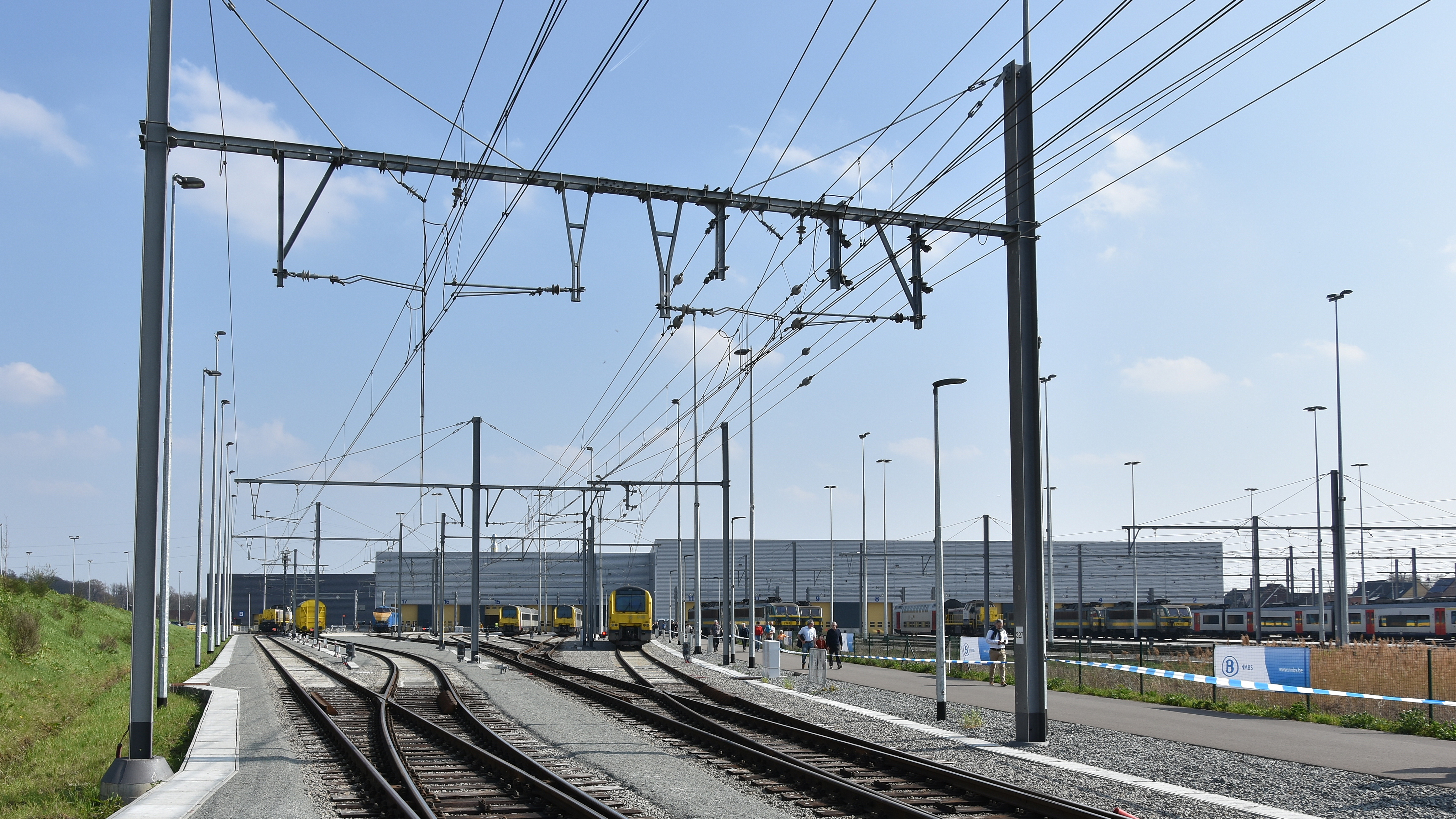
De Polyvalente werkplaats Melle

De Polyvalente werkplaats Melle is een werkplaats van de Nationale Maatschappij der Belgische Spoorwegen in Melle en werd eind 2018 in gebruik genomen.
De werkplaats bevindt zich op de terreinen van het vroegere rangeerstation te Melle. De NMBS startte in juni 2014 met de bouw van deze werkplaats. Op 30 maart 2019 stelde de spoorwegmaatschappij de werkplaats open voor het publiek.
Er is een werkplaats voor tractiemateriaal met zeventien sporen en een voor gesleept materiaal met negen sporen.  PW Melle vervangt de tractiewerkplaats te Merelbeke en de centrale werkplaats te Gentbrugge. De vervangen werkplaatsen waren verouderd en hadden niet de nodige voorzieningen om nieuwe types van treinen zoals de Desiro en de M7-rijtuigen te onderhouden. Deze werkplaats is veel milieuvriendelijker dan zijn voorgangers.

## Galerij

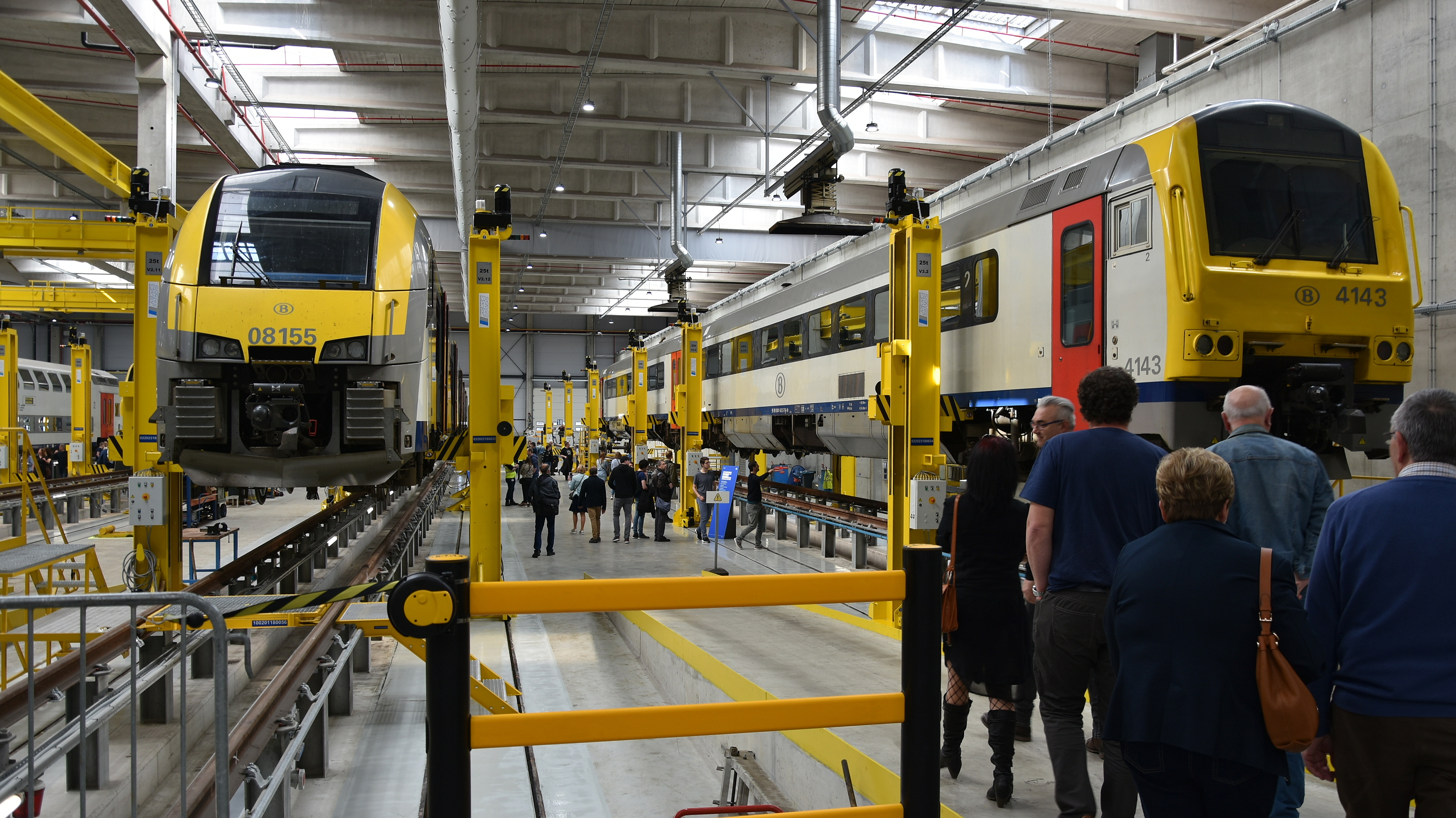
Werkplaats voor tractiemateriaal
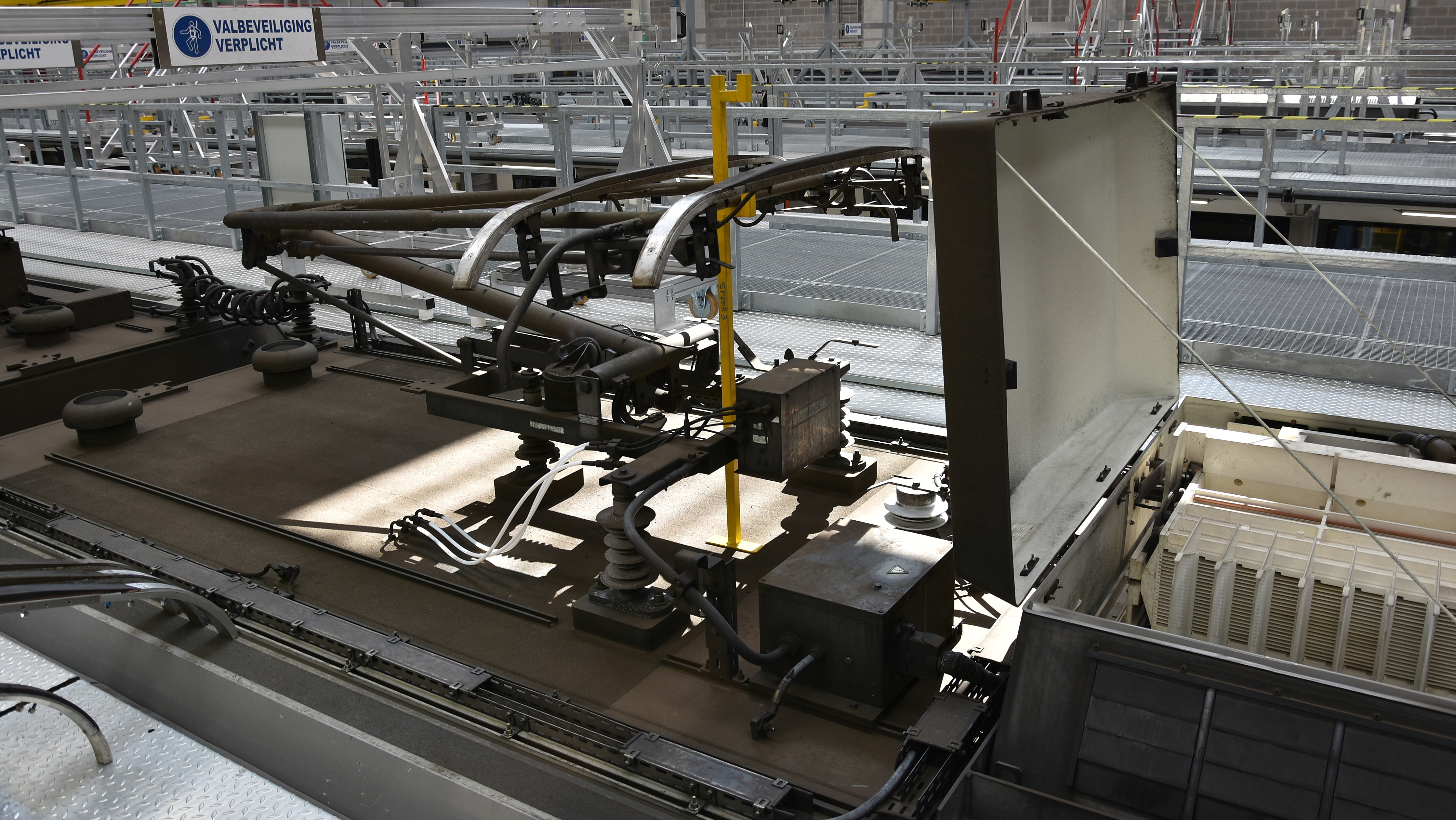
Een pantograaf
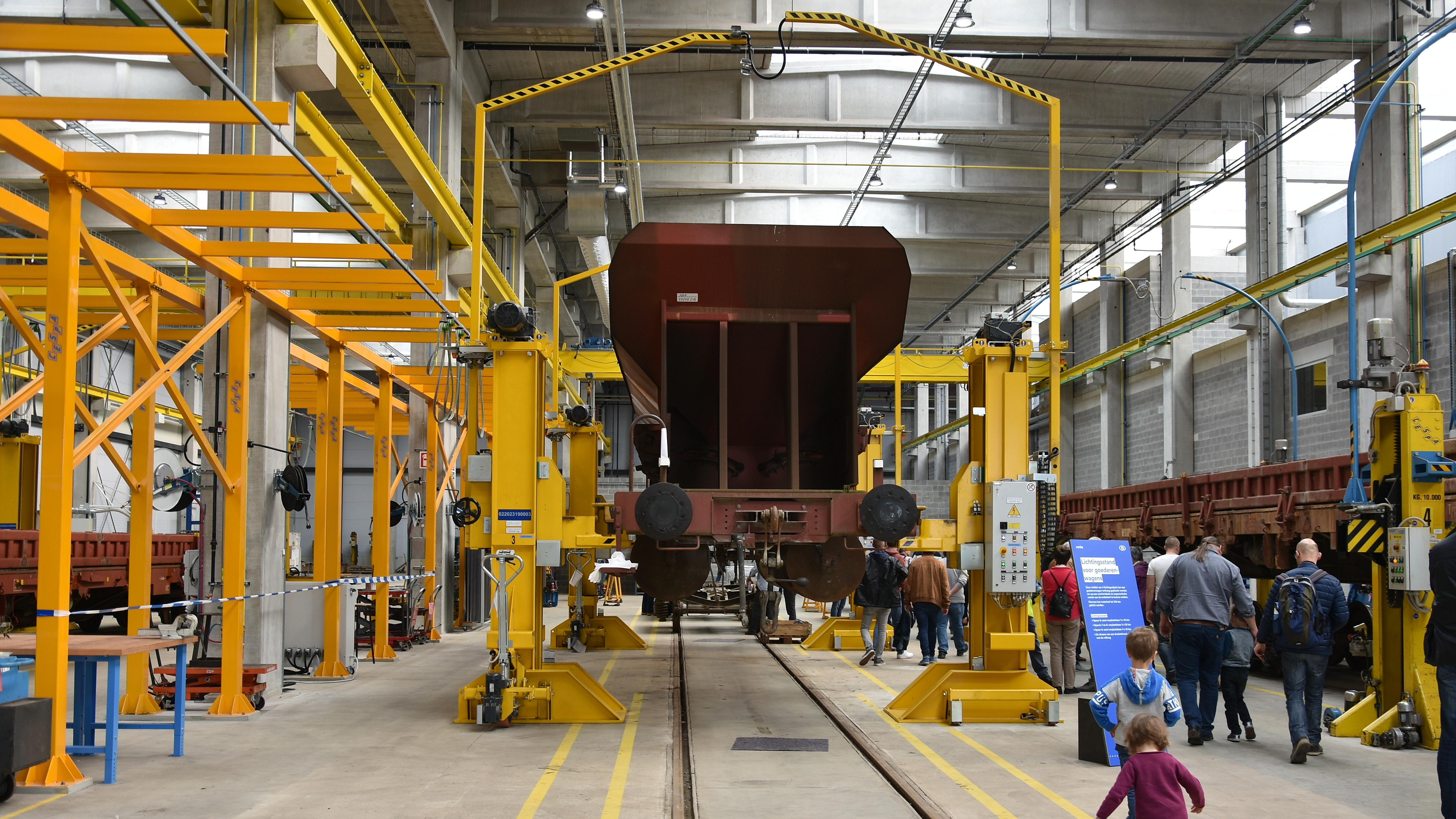
Werkplaats voor gesleept materiaal